# Don Budge

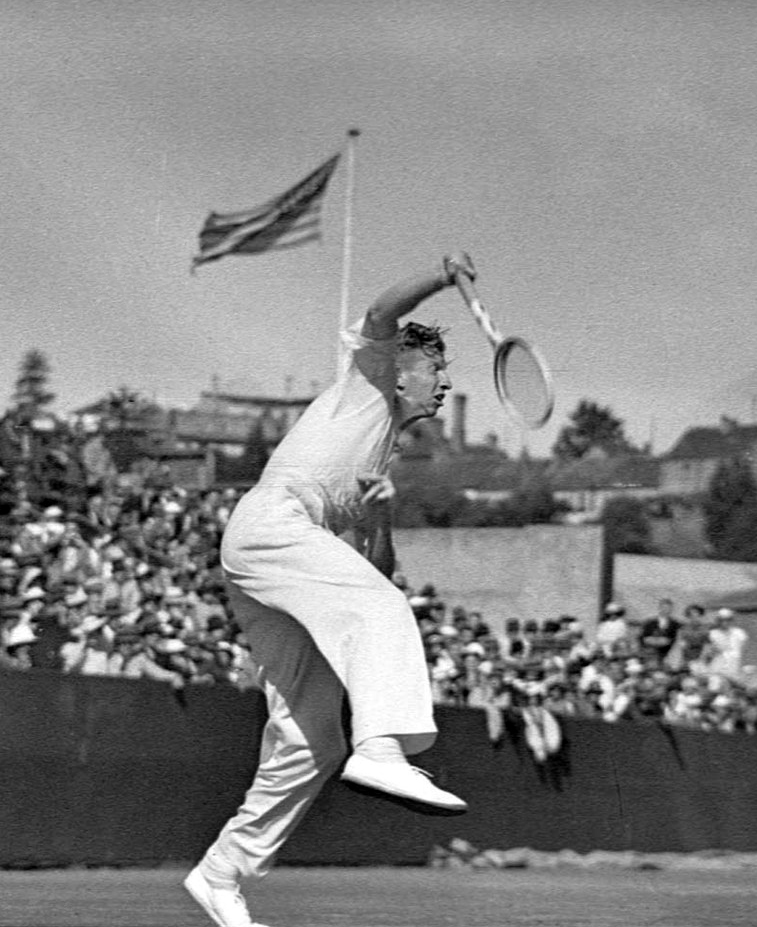
Don Budge (1937)

John Donald Budge (13 de junho de 1915, Oakland - 26 de janeiro de 2000, Scranton) foi um jogador de tênis que se tornou famoso por ter sido o primeiro homem a ganhar em um único ano os quatro torneios que compõem o Grand Slam.
Budge entrou para o International Tennis Hall of Fame em 1964.
Em 2014, Budge foi um dos tenistas presentes na lista "Os 10 tenistas que transformaram a forma como o tênis é jogado", elaborada pela Revista Tênis. Segundo a revista, "mesmo batendo com apenas uma mão (comum para a época), ele conseguia imprimir uma enorme potência, mas, mais do que isso, topspin. Apesar de outros tenistas antes dele já utilizarem o topspin, foi Budge quem aprimorou a técnica com seu backhand".

## Grand Slam Finais

### Simples: 7 (6 títulos, 1 vice)
| Resultado | Ano  | Torneio          | Oponente            | Placar                   |
| Vice      | 1936 | US Open          | Fred Perry          | 2–6, 6–2, 8–6, 1–6, 10–8 |
| Campeão   | 1937 | Wimbledon        | Gottfried von Cramm | 6–3, 6–4, 6–2            |
| Campeão   | 1937 | US Open          | Gottfried von Cramm | 6–1, 7–9, 6–1, 3–6, 6–1  |
| Campeão   | 1938 | Australian Open  | John Bromwich       | 6–4, 6–2, 6–1            |
| Campeão   | 1938 | Aberto da França | Roderich Menzel     | 6–3, 6–2, 6–4            |
| Campeão   | 1938 | Wimbledon (2)    | Bunny Austin        | 6–1, 6–0, 6–3            |
| Campeão   | 1938 | US Open(2)       | Gene Mako           | 6–3, 6–8, 6–2, 6–1       |

### Duplas: 7 (4 títulos, 3 vices)
| Resultado | Ano  | Torneio          | Parceiro  | Oponentes                         | Placar                  |
| Vice      | 1935 | US Open          | Gene Mako | Wilmer Allison John Van Ryn       | 2–6, 3–6, 6–2, 6–3, 1–6 |
| Campeão   | 1936 | US Open          | Gene Mako | Wilmer Allison John Van Ryn       | 6–4, 6–2, 6–4           |
| Campeão   | 1937 | Wimbledon        | Gene Mako | Pat Hughes Raymond Tuckey         | 6–0, 6–4, 6–8, 6–1      |
| Vice      | 1937 | US Open          | Gene Mako | Henner Henkel Gottfried von Cramm | 4–6, 5–7, 4–6           |
| Vice      | 1938 | Aberto da França | Gene Mako | Bernard Destremau Yvon Petra      | 6–3, 3–6, 7–9, 1–6      |
| Campeão   | 1938 | Wimbledon        | Gene Mako | George von Metaxa                 | 6–4, 6–3, 3–6, 8–6      |
| Campeão   | 1938 | US Open          | Gene Mako | John Bromwich Adrian Quist        | 6–3, 6–2, 6–1           |

## Grand Slam Profissional

### Simples: 8 (4 títulos, 4 vices)
| Resultado | Ano  | Campeonato              | Oponente        | Placar                   |
| --------- | ---- | ----------------------- | --------------- | ------------------------ |
| Campeão   | 1939 | French Pro Championship | Ellsworth Vines | 6–2, 7–5, 6–3            |
| Campeão   | 1939 | Wembley Pro             | Hans Nüsslein   | 13–11, 2–6, 6–4          |
| Campeão   | 1940 | US Pro Championships    | Fred Perry      | 6–3, 5–7, 6–4, 6–3       |
| Campeão   | 1942 | US Pro Championships    | Bobby Riggs     | 6–2, 6–2, 6–2            |
| Vice      | 1946 | US Pro Championships    | Bobby Riggs     | 3–6, 1–6, 1–6            |
| Vice      | 1947 | US Pro Championships    | Bobby Riggs     | 6–3, 3–6, 8–10, 6–4, 3–6 |
| Vice      | 1949 | US Pro Championships    | Bobby Riggs     | 7–9, 6–3, 3–6, 5–7       |
| Vice      | 1953 | US Pro Championships    | Pancho Gonzales | 6–4, 4–6, 5–7, 2–6       |